# Luca Pazourek
Luca Pazourek (* 4. Februar 2005) ist ein österreichischer Fußballspieler.

## Karriere

### Verein
Pazourek begann seine Karriere beim Wiener Sportklub. Zur Saison 2016/17 kam er in die Jugend des FK Austria Wien, bei dem er ab der Saison 2019/20 auch sämtliche Altersstufen in der Akademie durchlief. Im November 2021 debütierte er bei seinem Kaderdebüt für die zweite Mannschaft der Austria in der 2. Liga, als er am 15. Spieltag der Saison 2021/22 gegen den SC Austria Lustenau in der 80. Minute für Armand Smrcka eingewechselt wurde. Für die Reserve kam er zu 30 Zweitligaeinsätzen, ehe das Team 2023 aus der 2. Liga abstieg.
Zur Saison 2023/24 rückte er dann in den Profikader der Austria, ehe er kurz vor Saisonbeginn auf Kooperationsbasis zum Zweitligisten SV Stripfing wechselte.

### Nationalmannschaft
Pazourek spielte im Oktober 2021 gegen den Kosovo erstmals für die österreichische U-17-Auswahl. Im September 2022 debütierte er gegen Schweden für die U-18-Mannschaft.